# Vuelta Ciclista del Uruguay 2004
La 61ª edición de la Vuelta Ciclista del Uruguay, se disputó del 2 al 11 de abril de 2004.
La competencia tuvo 10 etapas, recorriéndose 1417 km.
Pariciparon 9 equipos de Uruguay, 2 de Argentina y 2 de Estados Unidos, totalizando 70 ciclistas.
El vencedor fue el argentino Jorge Giacinti vistiendo los colores del club Villa Teresa de Uruguay.

## Desarrollo
La competencia comenzó con una contrarreloj de 7 km por equipos en Piriápolis en la que venció el Fénix. Su líder, Luis Alberto Martínez se vistió con la malla oro.
En la 2.ª etapa, un grupo de 6 corredores llegó escapado a Rocha (Carlos Silva, Mario Sasso, Pedro Prieto, Richard Mascarañas, Fernando Antogna y Emilio San Martín). Carlos Silva fue el nuevo líder de la carrera. A 3' 21" llegó un grupo de 7 hombres entre los que estaban los principales nombres de la carrera (Jorge Giacinti, Miguel Direna, Daniel Fuentes, Jorge Bravo, Néstor Pías). Mientras que Matías Medici llegó a 3' 28" y otro grupo donde estaban Guillermo Brunetta, José Asconeguy, Luis Alberto Martínez (el ganador de la edición 2003), llegó a 11' 34".
En la 3.ª etapa a Melo se definió en gran parte la competencia ya que Néstor Pías, Jorge Giacinti, Daniel Fuentes y Miguel Direna, le sacaron 5' 06" a un grupo de 5 donde venían Richard Mascarañas y Matías Medici. Mientras que Jorge Bravo, Fernando Antogna, Mario Sasso, Carlos Silva, José Asconeguy y Guillermo Brunetta perdieron 7' 52". Néstor Pías se convirtió en el malla oro.
En la 4.ª etapa a Tacuarembó, la brecha entre los 8 primeros de la general y el resto se amplió más, ya que Richard Mascarañas, Pedro Prieto, Jorge Giacinti, Néstor Pías, Nazario Martín, Miguel Direna, Daniel Fuentes, Matías Medici y Jorge Bravo, le sacaron al resto del pelotón 18' 53".
En la 5.ª etapa hubo un nuevo cambio de malla y pasó a ser Miguel Direna el líder al llegar en una escapada de 12 ciclistas a Salto. Mientras que Néstor Pías y Jorge Bravo perdieron 4' 13".
A esa altura de la carrera ya se vislumbraba que la definición sería en la contrarreloj y entre los 3 primeros de la general (Miguel Direna, Jorge Giacinti y Daniel Fuentes), ya que Giacinti estaba a 4" y Fuentes a 24". Más lejos estaba Richard Mascarañas (1' 36"), Néstor Pías (3' 46") y Matías Medici (5' 01").
Se llegó a la contrarreloj y venció Matías Medici (37' 51"), 2.º fue Daniel Fuentes a 2", 3.º Jorge Giacinti a 19", Néstor Pías a 48" y Miguel Direna a 1'00".
Con estos resultados quedó primero Jorge Giacinti, 2.º Daniel Fuentes a 03" y 3.º Miguel Direna a 37".
En las restantes 2 etapas hubo más escapadas donde Richard Mascarañas y Néstor Pías lograron descontar ventaja, pero no llegaron a amenazar la posición de los tres primeros de la general.
Jorge Giacinti ganó su segunda Vuelta Ciclista del Uruguay. La primera había sido en 1998 defendiendo a la Selección Argentina.

## Equipos y ciclistas participantes
| Fénix Uruguay | Selección Argentina Argentina | Team Iomega-Orbea Estados Unidos |
| - 1. Luis Alberto Martínez - 2. Néstor Aquino - 3. Carlos Calcerrada - 4. Miguel Direna - 5. Matías Medici - 6. Mario Sasso          | - 11. Fernando Antogna - 12. Guillermo Brunetta - 13. Angel Colla - 14. Luciano Montivero - 15. Oscar Villalobo                         | - 31. Chris Abbruzzese - 32. Gary Casella - 33. Michael Coffman - 34. George Hamilton - 35. Esteban Juckich - 36. Eric Ramson         |
| Párraga Competición Argentina | Toshiba C.C. Estados Unidos | Alas Rojas Uruguay |
| - 41. Pablo Brum - 42. Alejandro Párraga - 43. Carlos Quiroga - 44. Emilio San Martín                                                | - 51. Joe Fernández - 52. Bruno Langlois - 53. Cristian León - 54. Leonardo Martínez - 55. Adolfo Trabocchi                             | - 61. Alejandro Acton - 62. Hernán Cline - 63. Ricardo Guedes - 64. Richard Mascarañas - 65. Néstor Pías - 66. Mateo Sasso            |
| Asconeguy C.C. Uruguay | Barrio Artigas de 33 Uruguay | Cruz del Sur Uruguay |
| - 71. José Asconeguy - 72. Leonardo Marquez - 73. Nazario Martín - 74. Henry Rodríguez - 75. Luis Valiente                           | - 81. Diego Fernández - 82. Wilder Miraballes - 83. Federico Moreira - 84. Miguel Nin - 85. Juan Andrés Ramírez - 86. Gonzalo Tagliabúe | - 91. Daniel Fuentes - 92. Harley Píriz - 93. Pablo Sappia - 94. Carlos Silva                                                         |
| C.C. Maldonado Uruguay | Cycles Peñarol Uruguay | Pinares Uruguay |
| - 101. Héctor Aguilar - 102. Jorge Calcerrada - 103. Fernando De León - 104. Franco Gómez - 105. Oscar Sartore - 106. Fabio Zipitría | - 111. Pedro Barboza - 112. Richard Cabral - 113. Álvaro Herou - 114. Andrés Rebollo - 115. Marcelo Legarburu                           | - 121. Gustavo Aquino - 122. Gustavo Braña - 123. Washington Muñoz - 124. Eduardo Olivera - 125. Norberto Olivera - 126. Oscar Rivera |
| Villa Teresa Uruguay | | |
| - 131. Jorge Bravo - 132. Víctor Hugo Cabrera - 133. Jorge Giacinti - 134. Javier Moreira - 135. Pedro Prieto - 136. Marcelo Villar  | | |

## Etapas
| Etapa      | Fecha       | Recorrido              | km       | Ganador                                  | Líder                 |
| 1.ª etapa  | 2 de abril  | Piriápolis             | 7 (CRE)  | Fénix                                    | Luis Alberto Martínez |
| 2.ª etapa  | 3 de abril  | Piriápolis-Rocha       | 188.8    | Carlos Silva (Cruz del Sur)              | Mario Sasso           |
| 3.ª etapa  | 4 de abril  | José Pedro Varela-Melo | 147      | Néstor Pías (Alas Rojas)                 | Néstor Pías           |
| 4.ª etapa  | 5 de abril  | Melo-Tacuarembó        | 201.8    | Richard Mascarañas (Alas Rojas)          | Néstor Pías           |
| 5.ª etapa  | 6 de abril  | Tacuarembó- Salto      | 169      | Matías Medici (Fénix)                    | Miguel Direna         |
| 6.ª etapa  | 7 de abril  | Salto-Paysandú         | 116.5    | Luis Alberto Martínez (Fénix)            | Miguel Direna         |
| 7.ª etapa  | 8 de abril  | Paysandú-Mercedes      | 159      | Angel Colla (Sel. Argentina)             | Miguel Direna         |
| 8.ª etapa  | 9 de abril  | Mercedes-Fray Bentos   | 35 (CRI) | Matías Medici (Fénix)                    | Jorge Giacinti        |
| 9.ª etapa  | 10 de abril | Fray Bentos-Trinidad   | 191.3    | Wilder Miraballes (Barrio Artigas de 33) | Jorge Giacinti        |
| 10.ª etapa | 11 de abril | Trinidad-Montevideo    | 202      | Luis Alberto Martínez (Fénix)            | Jorge Giacinti        |

## Clasificaciones finales

### Clasificación general
| \| 1. \| Jorge Giacinti \| Argentina \| Villa Teresa Uruguay \| 33h 27' 11s \| \| 2. \| Daniel Fuentes \| Cuba \| Cruz del Sur Uruguay \| a 3s \| \| 3. \| Miguel Direna \| Uruguay \| Fénix Uruguay \| a 37s \| \| 4. \| Richard Mascarañas \| Uruguay \| Alas Rojas Uruguay \| a 1' 35s \| \| 5. \| Néstor Pías \| Uruguay \| Alas Rojas Uruguay \| a 2' 07s \| \| 6. \| Matías Medici \| Argentina \| Fénix Uruguay \| a 7' 47s \| \| 7. \| Jorge Bravo \| Uruguay \| Villa Teresa Uruguay \| a 19' 00s \| \| 8. \| Pedro Prieto \| Argentina \| Villa Teresa Uruguay \| a 19' 49s \| \| 9. \| Wilder Miraballes \| Uruguay \| Barrio Artigas de 33 Uruguay \| a 21' 35s \| \| 10. \| Luciano Montivero \| Argentina \| Selección Argentina Argentina \| a 24' 12s \| \| 11. \| Nazario Martín \| Uruguay \| Asconeguy C.C. Uruguay \| a 26' 20s \| \| 12. \| Luis Alberto Martínez \| Uruguay \| Fénix Uruguay \| a 30' 41s \| \| 13. \| Néstor Aquino \| Uruguay \| Fénix Uruguay \| a 36' 38s \| \| 14. \| Pablo Brum \| Argentina \| Párraga Argentina \| a 39' 57s \| \| 15. \| Mario Sasso \| Uruguay \| Fénix Uruguay \| a 40' 00s \| \| 16. \| Guillermo Brunetta \| Argentina \| Selección Argentina Argentina \| a 40' 55s \| \| 17. \| Ricardo Guedes \| Uruguay \| Alas Rojas Uruguay \| a 46' 09s \| \| 18. \| Esteban Juckich \| Uruguay \| Team Iomega-Orbea Estados Unidos \| a 48' 12s \| \| 19. \| Fabio Zipitría \| Uruguay \| C.C.Maldonado Uruguay \| a 50' 35s \| \| 20. \| Javier Moreira \| Uruguay \| Villa Teresa Uruguay \| a 53' 29s \| |                       |           |                                  |             |
| 1. | Jorge Giacinti        | Argentina | Villa Teresa Uruguay             | 33h 27' 11s |
| 2. | Daniel Fuentes        | Cuba      | Cruz del Sur Uruguay             | a 3s        |
| 3. | Miguel Direna         | Uruguay   | Fénix Uruguay                    | a 37s       |
| 4. | Richard Mascarañas    | Uruguay   | Alas Rojas Uruguay               | a 1' 35s    |
| 5. | Néstor Pías           | Uruguay   | Alas Rojas Uruguay               | a 2' 07s    |
| 6. | Matías Medici         | Argentina | Fénix Uruguay                    | a 7' 47s    |
| 7. | Jorge Bravo           | Uruguay   | Villa Teresa Uruguay             | a 19' 00s   |
| 8. | Pedro Prieto          | Argentina | Villa Teresa Uruguay             | a 19' 49s   |
| 9. | Wilder Miraballes     | Uruguay   | Barrio Artigas de 33 Uruguay     | a 21' 35s   |
| 10. | Luciano Montivero     | Argentina | Selección Argentina Argentina    | a 24' 12s   |
| 11. | Nazario Martín        | Uruguay   | Asconeguy C.C. Uruguay           | a 26' 20s   |
| 12. | Luis Alberto Martínez | Uruguay   | Fénix Uruguay                    | a 30' 41s   |
| 13. | Néstor Aquino         | Uruguay   | Fénix Uruguay                    | a 36' 38s   |
| 14. | Pablo Brum            | Argentina | Párraga Argentina                | a 39' 57s   |
| 15. | Mario Sasso           | Uruguay   | Fénix Uruguay                    | a 40' 00s   |
| 16. | Guillermo Brunetta    | Argentina | Selección Argentina Argentina    | a 40' 55s   |
| 17. | Ricardo Guedes        | Uruguay   | Alas Rojas Uruguay               | a 46' 09s   |
| 18. | Esteban Juckich       | Uruguay   | Team Iomega-Orbea Estados Unidos | a 48' 12s   |
| 19. | Fabio Zipitría        | Uruguay   | C.C.Maldonado Uruguay            | a 50' 35s   |
| 20. | Javier Moreira        | Uruguay   | Villa Teresa Uruguay             | a 53' 29s   |

### Clasificación Premio Sprinter
| \| 1. \| Nazario Martín \| Uruguay \| Asconeguy C.C. \| 14 puntos \| \| 2. \| Mario Sasso \| Uruguay \| Fénix \| 10 puntos \| \| 3. \| Néstor Pías \| Uruguay \| Alas Rojas \| 4 puntos \| |                |         |                |           |
| 1. | Nazario Martín | Uruguay | Asconeguy C.C. | 14 puntos |
| 2. | Mario Sasso    | Uruguay | Fénix          | 10 puntos |
| 3. | Néstor Pías    | Uruguay | Alas Rojas     | 4 puntos  |

### Clasificación Premio Cima
| \| 1. \| Néstor Aquino \| Uruguay \| Fénix \| 15 puntos \| \| 2. \| Nazario Martín \| Uruguay \| Asconeguy C.C. \| 10 puntos \| \| 3. \| Pablo Brum \| Argentina \| Párraga \| 10 puntos \| |                |           |                |           |
| 1. | Néstor Aquino  | Uruguay   | Fénix          | 15 puntos |
| 2. | Nazario Martín | Uruguay   | Asconeguy C.C. | 10 puntos |
| 3. | Pablo Brum     | Argentina | Párraga        | 10 puntos |

### Clasificación por Equipos
| \| 1. \| Fénix \| Uruguay \| 100h 27' 42s \| \| 2. \| Villa Teresa \| Uruguay \| a 13' 28s \| \| 3. \| Alas Rojas \| Uruguay \| a 19' 33s \| \| 4. \| Selección Argentina \| Argentina \| a 1: 05' 07s \| \| 5. \| Barrio Artigas de 33 \| Uruguay \| a 1. 53' 24s \| |                      |           |              |
| 1. | Fénix                | Uruguay   | 100h 27' 42s |
| 2. | Villa Teresa         | Uruguay   | a 13' 28s    |
| 3. | Alas Rojas           | Uruguay   | a 19' 33s    |
| 4. | Selección Argentina  | Argentina | a 1: 05' 07s |
| 5. | Barrio Artigas de 33 | Uruguay   | a 1. 53' 24s |